# 扎格列別爾利亞 (羅姆內區)
50°47′28″N 33°33′42″E / 50.79111°N 33.56167°E
扎赫雷貝利亞（烏克蘭語：Загребелля）是位於烏克蘭東北部的村莊，由蘇梅州羅姆內區的羅姆內市鎮負責管轄。該村處於蘇拉河右岸，分別距離扎盧齊克0.5公里和佩拉維尼謝1.5公里，海拔高度119米，2001年人口125。